# مونج
مونج، روستایی است از توابع بخش کجور شهرستان نوشهر در استان مازندران ایران.

## جمعیت
این روستا در دهستان زانوس‌رستاق قرار دارد و براساس سرشماری مرکز آمار ایران در سال ۱۳۸۵، جمعیت آن ۲۸ نفر (۹خانوار) بوده‌است. مردم مونج از قومیت طبری هستند و به زبان طبری به گویش کجوری که به گویش مردم شهرستان نور و چالوس شباهت دارد صحبت می‌کنند.